# Весняна печера (Грузія)
Весняна — печера, що розташована в Абхазії, Гудаутському районі, на південному схилі Бзибського хребта.
Протяжність 1230 м, проективна довжина 740 м, глибина 403 м, площа 950 м², об'єм 10000 м³, висота входу 1640 м.

## Складнощі проходження печери
Категорія складності 4Б.

## Опис печери
Шахта-понор Весняна починається каскадом колодязів діаметром до 10 м, глибиною 10, 63, 20, 30, 70 м. На відмітці −185 м починається меандруючий хід з кількома звуженнями. На −220 м глибовий завал, а з глибини −250 м тягнеться похила галерея з численними невеликими каскадами, що виводить до сифона на глибині −403 м. Тут порожнина приймає кілька притоків.
Шахта закладена в верхнеюрских вапняках. З глибини −185 м починається постійний водотік з витратою в межень до 0,1 л/с, а після злив — 10 л/с. Натічні відкладення представлені натічними корами і сталактитами (на глибині −120 і −200 м). Широко розвинені обвальні та водні механічні відкладення.

## Історія дослідження
Відкрито в 1981 р. експедицією томських спелеологів (кер. А. Н. Шуригін) і пройденао до глибини −220 м. У 1983 р. томськими спелеологами досягнута глибина −403 м.